# Greenville (Caroline du Sud)
Pour les articles homonymes, voir Greenville.
Greenville est une ville de l'État de Caroline du Sud aux États-Unis. Elle est le siège et la plus grande ville du comté de Greenville. Avec ses maisons historiques et ses gratte-ciel modernes, Greenville est décrit comme un exemple de la rencontre du « Vieux Sud » et du « Nouveau Sud ».
Le « Combined Statistical Area » (Zone statistique combinée) (CSA) de Greenville, désigné par le Bureau du recensement des États-Unis, est estimé en 2005 avoir une population de 1 185 534 habitants. Le comté de Greenville est le plus peuplé de l'État avec 407 383 habitants, mais, dans la mesure où sa superficie n'est que de 67,7 km2, la population de la ville intra-muros n'est que de 61 397 habitants selon une estimation de 2013.
La ville de Greenville est la ville la plus densément peuplée de l'État, et le comté de Greenville a aussi la plus grande densité de population des comtés de Caroline du Sud. Greenville est la ville principale du Upstate (« haut-État ») de Caroline du Sud, une agglomération urbaine qui inclut les six comtés du nord-ouest de Caroline du Sud, à la frontière des États de Caroline du Nord et de Géorgie.

## Histoire
La région était originellement une partie des territoires protégés pour les Cherokees par le traité de 1763 à la fin de la guerre de Sept Ans. Aucun Européen n'avait le droit d'entrer, sauf quelques familles déjà dans la région, et les commerçants européens traversaient régulièrement la région. Le premier immigrant européen permanent était Richard Pearis, qui s'est installé près des chutes d'eau du fleuve Reedy après 1770. La montagne de Paris, la montagne avec une vue sur la ville, est incorrectement nommée en son hommage.
Pendant la révolution américaine, les Cherokees (et Pearis) ont choisi le parti des Anglais. Après 1776, les Cherokees ont signé le traité du Coin de DeWitt par lequel ils ont cédé le territoire qui inclut le Comté de Greenville à la Caroline du Sud.
Greenville était originellement appelé Pleasantburg. Le comté de Greenville a été créé en 1786, mais était appelé Greenville District de 1800 à 1868. La région a été probablement nommée en hommage à un général américain de la révolution, Nathanael Greene.
Durant le XXe siècle, le centre-ville de Greenville, auparavant nœud commercial de la région, a commencé à perdre de la vitesse dans les années 1960 quand les hypermarchés de banlieue ont concurrencé le centre-ville. Pour combattre cette difficulté, la ville de Greenville a entrepris de recréer un environnement commercial favorable aux entreprises, au logement, et aux arts.
La première amélioration a concerné l'image du centre-ville et l'accès aux piétons. La ville a rétréci Main Street de quatre à deux voies ; a installé le stationnement en angle, des arbres, et un nouvel éclairage public ; et a dirigé la création de parcs et places au centre-ville.
Dans les années 1990, Greenville a continué de créer des liens entre public et privé afin de se développer durablement. La ville a aussi reconverti une zone industrielle en difficulté en un complexe des arts incorporant des bâtiments historiques, dans le but de revitaliser le centre-ville.

## Géographie
À cause des lois strictes sur l'annexion, la ville même de Greenville est relativement petite en population, mais l'agglomération urbaine est comparable avec d'autres municipalités américaines de taille moyenne. Greenville est dans le piémont des Appalaches, et au milieu des collines. Le point le plus haut de Caroline du Sud, les Sassafras Mountain (en), est près du nord-ouest du Comté de Greenville. La Montagne Paris, le deuxième plus grand sommet dans la région, est le lieu où se trouvent les tours de la télévision et de la radio. Selon le Bureau de recensement des États-Unis, Greenville a, au total, une superficie de 67,7 km2; 67,5 km2 étant du sol, et 0,2 km2 de l'eau. La superficie totale est à 0,23 % composée d'eau.

## Démographie
| 1850  | 1860  | 1870  | 1880  | 1890  | 1900   |
| ----- | ----- | ----- | ----- | ----- | ------ |
| 1 305 | 1 518 | 2 757 | 6 160 | 8 607 | 11 860 |

| 1910   | 1920   | 1930   | 1940   | 1950   | 1960   |
| ------ | ------ | ------ | ------ | ------ | ------ |
| 15 741 | 23 127 | 29 154 | 34 734 | 58 161 | 66 188 |

| 1970   | 1980   | 1990   | 2000   | 2010   | - |
| ------ | ------ | ------ | ------ | ------ | - |
| 61 208 | 58 242 | 58 282 | 56 002 | 58 409 | - |

Selon le recensement de 2000.

### Informations fondamentales
56 002 personnes
24 382 ménages
12 581 familles

### Ethnicité
62,12 % Européens
33,94 % Africains (Nord-Africains exclus)
1,37 % autres
1,27 % Asiatiques
0,14 % Américains
1,11 % mixtes
0,06 % Pacifiques
3,44 % Hispanophones

### Ménages
La densité de la population était de 829 personnes/km2. Il y avait 27 295 unités de logement avec une densité moyenne de 404 personnes/km2.
22,3 % des ménages avaient des enfants de mois de 18 ans
32,7 % avaient des époux
15,5 % avaient une mère seule
48,4 % n’étaient pas des familles
40,8 % n'avaient qu'une personne
12,8 % avaient quelqu'un de 65 ans ou plus qui vivait seul.
La taille moyenne d'un foyer était de 2,11 personnes.
La taille moyenne d'une famille était 2,90 personnes.

### Distribution de la population
20,0 % moins de 18 ans
13,8 % de 18 à 24 ans
31,3 % de 25 à 44 ans
20,5 % de 45 à 64 ans
14,4 % 65 ans et plus
L'âge moyen était de 35 ans
89,9 hommes pour 100 femmes
86,8 hommes par 100 femmes de 18 ans et plus

### Revenu moyen
$33 144 pour un ménage 
$44 125 pour une famille
$35 111 pour un homme
$25 339 pour une femme
$23 242 par population

### Pauvreté
12,2 % des familles
16,1 % de la population
22,7 % des moins de 18 ans
17,5 % des plus de 65 ans

## Économie

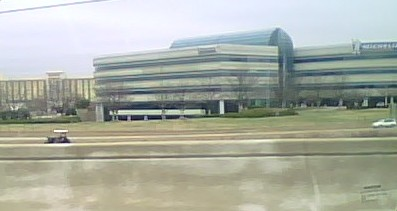
Le siège de Michelin Amérique du Nord à Greenville

Depuis la guerre de Sécession, l'économie de Greenville était largement fondée sur la fabrication des textiles. Greenville était connue comme «La capitale mondiale du textile». Les salaires bas et des subventions favorables ont séduit des sociétés étrangères pour investir beaucoup dans la région. Greenville est le siège principal nord-américain de Michelin et de BMW (qui a aussi construit une grande usine à l'est de Greenville dans la banlieue de Greer, en Caroline du Sud).
Ces sociétés, et d'autres comme General Electric, ont contribué à la croissance durable de la région. Récemment, Clemson University, BMW, Timken, IBM, Microsoft, Michelin, et le Society of Automotive Engineers International (SAE), ont combiné pour créer l' International Center for Automotive Research (ICAR) (le Centre international pour la recherche automotrice) sur l'autoroute Interstate 85 dans la ville de Greenville.
De plus, sur l'autoroute Interstate 85 autour de l'ICAR, le Millennium Campus est une zone d'affaires de 200 ha existant pour faire venir de grandes sociétés. Une grande société en train de construire son siège principal à Greenville là-bas est Hubbell Lighting, Inc., un producteur à dimension globale de lumières résidentielles et commerciales. À travers l'autoroute Interstate 85 de l'ICAR et le Millennium Campus, un nouveau développement de 445 ha (Verdae Development) est dans ses premières phases de construction.
Lockheed Martin Aircraft & Logistics Center est un grand centre de maintenance aéronautique à Greenville au Donaldson Center Industrial Air Park, une ancienne base de l'US Air Force. Depuis 2023, les chasseurs F-16 Block 70 sont construits sur ce site qui accueille des bureaux de 3M, Honeywell, Stevens Aviation, et plusieurs autres sociétés et organisations de l'industrie aéronautique.

## Gouvernement

### La branche législative
La ville de Greenville est dirigée principalement par le conseil municipal. Celui-ci se réunit chaque semaine au 206 S. Main Street / 9e étage pour discuter et voter les mesures pour améliorer la vie quotidienne des citoyens. Chaque quinzaine, le conseil invite des citoyens à s'impliquer et à faire des pétitions. Des comités dirigés par un des membres du conseil municipal se réunissent régulièrement chaque mois pour discuter des problèmes spécifiques, comme un microcosme du conseil municipal. Les six conseillers sont les élus de quatre districts  avec deux conseillers globaux. Malgré le temps qu'ils consacrent à la ville, ils sont tous à temps partiel. Le maire est aussi le président du conseil.
Liste des membres du conseil municipal en juin 2005:
- Maire : Knox White
- Maire pro tempore  : Lillian Brock Flemming, District 2
- Député maire pro tempore  et Présidente, Comité sur les travaux publics : C. Diane Smock, Global
- Présidente, Comité sur le développement économique : Michelle R. Shain, Global
- Présidente, Comité de salut public : Debra M. Sofield, District
- Présidente, Comité sur la qualité de vie/l'environnement : Chandra E. Dillard, District 3
- Président, Comité sur les finances/l'administration : Garry W. Coulter, District 4

### La branche exécutive
En ayant adopté un système de gouvernement municipal de conseil-gestionnaire en 1976, le gestionnaire municipal de Greenville tient la plus grande part du pouvoir exécutif, le maire étant relégué à un rôle largement cérémonial. Le gestionnaire actuel est M James M. Bourey. Il est responsable des affaires quotidiennes du gouvernement de la ville, dirigeant le département du gouvernement, proposant le budget et plusieurs autres tâches importantes. Le gestionnaire municipal est à l'office au plaisir du conseil municipal.

### La branche judiciaire
Selon la charte de la ville de Greenville, la justice municipale a désigné le conseil municipal pour recevoir des plaints concernant les ordonnances municipales. Le conseil municipal désigne aussi une justice administrative pour gérer des subpoenas, des appels d'enquête et des arrêts. Des députés prennent la place de la justice quand elle ne peut pas recevoir une plainte.
Représentant de la Justice municipale actuel : Matthew R. Hawley, Jr.

## Divertissements
En tant que plus grande ville du haut de l'État, Greenville offre plusieurs activités et attractions. Les théâtres et des lieux d'évènements accueillent des concerts et des troupes de théâtres.

### Attractions

#### Lieux d'événements
- Palmetto Expo Center, le plus grand palais des congrès entre Atlanta et Washington DC, a plus que 29 300 m2 pour les exhibitions et plus que 8 200 m2 pour les réunions et des congrès.
- Bi-Lo Center , une arène de 16 000 sièges au centre-ville de Greenville qui accueille plusieurs concerts et évènements chaque année.
- Centre Peace, un centre des arts dramatiques qui accueille des spectacles de Broadway, des symphonies, des concerts et des évènements civiques. Internationalement connu pour sa qualité acoustique, le Centre Peace est aussi le siège du Carolina Ballet Theatre, du Greenville Symphony Orchestra et de la Greenville Chorale.
- The Warehouse Theatre, un théâtre indépendant en opération depuis 32 ans, situé dans le quartier historique du West-End.
- Le South Carolina Governor's School For The Arts & Humanities est un lycée public de résidence pour des Beaux-Arts et accueille plusieurs évènements rassemblés par ses étudiants.

#### Lieux historiques

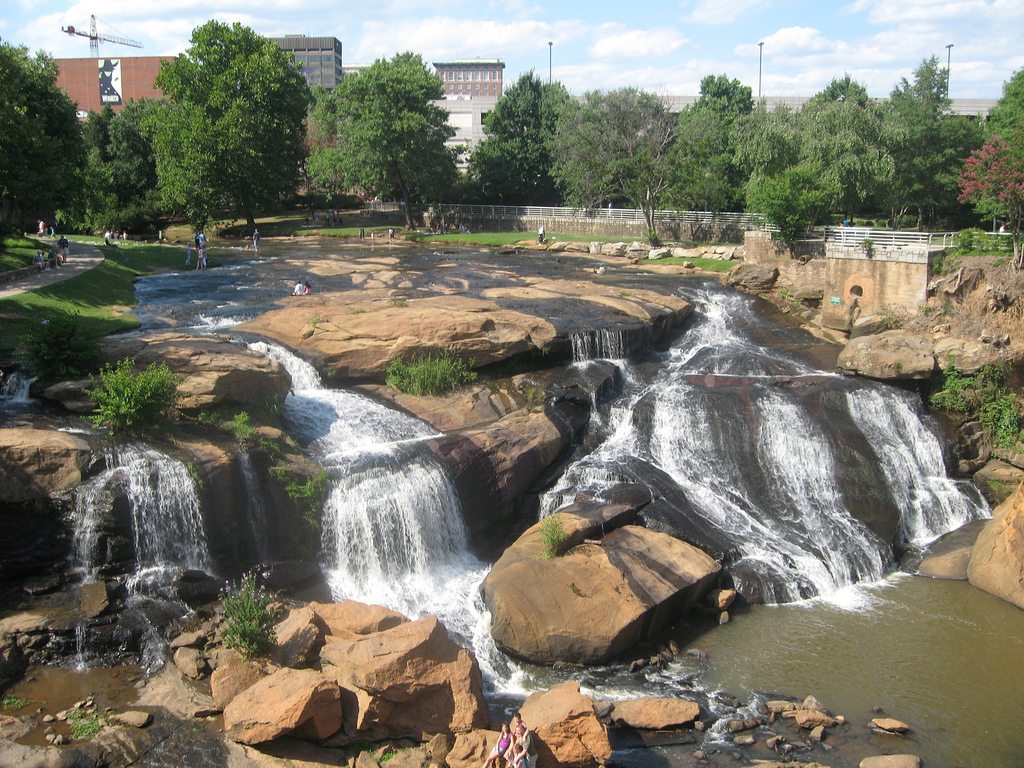
Les chutes sur le Reedy

- Parc Falls sur le Reedy, est un grand parc régional avec des beaux jardins et dispose du Liberty Bridge, un pont suspendu pour les piétons. Il se trouve sur la rivière du Reedy juste au sud du centre-ville dans le West-End.
- Greenville County Museum of Art est le lieu où se trouve la Southern Collection of art présentant des œuvres d'art du Sud datant des années 1700.
- Le musée et la galerie de Bob Jones University  se trouvent sur le campus de Bob Jones University, et sont reconnus par beaucoup comme abritant la collection d'œuvres religieuses la plus prestigieuse de l'hémhisphère ouest. Le musée recense des œuvres sacrées italiennes, espagnoles, françaises, anglaises, flamandes, néerlandaises et allemandes datant du XIVe jusqu'au XIXe siècle, réalisées par des artistes comme Rubens, van Dyck, Reni, Tintoretto, Le Brun, Cranach, Ribera, et Murillo, ainsi que du mobilier, des sculptures, des tapisseries et des porcelaines.
- Greenville Zoo, se trouvant à Cleveland Park, abrite une large collection d'espèces d'animaux provenant du monde entier.
- Roper Mountain Science Center propose des ressources pour les étudiants de la région, et abrite le plus grand planétarium de Caroline du Sud.
- Furman University Japanese Garden abrite un petit salon de thé.
- The Westin Poinsett, hôtel historique

### Événements
- InnoVenture chaque mars aide le développement des « Communautés d'Innovation » autour des corporations, universités, et nouvelles entreprises dans le Southeastern Innovation Corridor.
- ARTISPHERE chaque avril se tient une exposition des arts pour souligner le développement de la région à l'échelle internationale. Elle offre diverses expériences centrées sur les arts.
- Fall for Greenville est un grand festival qui se passe chaque année au centre-ville la première fin de semaine d'octobre. Ce festival se focalise sur la cuisine régionale avec des concerts gratuits et la course de vélo appelée la Greenville Cycling Classic.
- Greek Festival est un festival qui se passe en mai mené par les membres de l'Église orthodoxe de Grèce qui offrent des dégustations de cuisine grecque et des activités culturelles.
- Arts in the Park est un festival des arts qui a lieu près du Parc Reedy au centre ville.
- Reedy River Run une course de dix kilomètres qui a lieu en février ou mars.
- The Red Party est la boum annuelle au History Museum of the Upcountry, une campagne de financement pour AID Upstate, une organisation dédiée au service des malades du Sida.
- United States Road Race Cycling Championships est une course de vélo qui a lieu au début de septembre et qui réunit des cyclistes professionnels s'essayant pour le championnat du United States National Road Race Champion et le Time Trial Champion.

### Sports
- Drive de Greenville : filiale de la ligue mineure des Red Sox de Boston. Le Drive a commencé sa première saison dans son nouveau stade au centre-ville le 6 avril 2006.
- Road Warriors de Greenville : équipe de hockey de ligue mineure dans le ECHL, affiliée à l'équipe de LNH des Rangers de New York
- Jusqu'en 2003 Greenville accueillait l'équipe de basket-ball de NBDL nommée Groove de Greenville, champion en Text.

## Arts et culture

### Presse
- (en) Greenville News Journal quotidien avec le plus grand nombre de lecteurs du Piémont de Caroline du Sud.
- (en) Greenville Journal Journal hebdomadaire des affaires et des actualités.
- (en) The Beat Un journal bihebdomadaire, détenu localement, contre la propriété du «Greenville News/Upstate Link» par Gannett, et le «Greenville Journal» par Community Journals. Autrefois appelé MertoBEAT, ses dispositifs incluent la politique locale, les arts et les divertissements, les affaires et la critique et la revue des nombreuses livres, disques compactes, films, et même lieux de culte.
- (en) Upstate Link Journal hebdomadaire, détenu par Greenville News, ciblé vers un lectorat de jeunes professionnels. L'Upstate Link a été créé en 2004 pour contrer «The Beat» avec des dispositifs en commun avec lui.

## Transport
Greenville est sur l'autoroute inter-État de Interstate Highway I-85 entre Atlanta et Charlotte, avec les autoroutes I-385 et I-185 au service des autres zones de l'agglomération métropolitaine. L'autoroute I-26 se rend jusqu’au nord-est à Spartanburg.
Les autoroutes américaines qui desservent l'agglomération sont l'US Highway 123 (Calhoun Memorial Highway), l'US 25, la Business US Highway 25, l'US 29 et l'US 276.
Greenville est aussi desservie par l'autorité de transports en commun de Greenville Transit Authority (GTA). La GTA met en fonction un système d’autobus qui desservent l'agglomération de Greenville et presque tout le comté de Greenville aussi.
Le service de chemin de fer Crescent joint relie Greenville avec les villes de New York, de Philadelphie, de Baltimore, de Washington, D.C., de Charlotte, d'Atlanta, de Birmingham, et de La Nouvelle-Orléans. La gare Amtrak est située 1120 de la West Washington Street.
Greenville est desservie par deux aéroports, Greenville Downtown Airport (GMU) pour les avions privés, et un aéroport international qui dessert des compagnies aériennes, L'aéroport international de Greenville-Spartanburg (GSP). GSP est un aéroport le plus chargé de l'État, et GMU est le troisième.
En préparation pour l'avenir, les dirigeants de la ville sont dans les étapes fondamentales de planification d'un système  de voies ferrées légères pour désengorger les autoroutes. Cependant, ce plan n'en est encore qu'en l'état d'idée. Aussi, Greenville ferait partie du plan éventuel du département des Transports des États-Unis pour une ligne à grand vitesse de Southeast High Speed Rail Corridor de Washington à Birmingham.
Un tram du type traditionnel est déjà en construction pour aller entre le centre-ville de Greenville et l'université de Furman.

## Personnages célèbres
- Robert Reynolds "Bob" Jones, Sr.(1883-1968), évangéliste, fondateur de la Bob Jones University
- «Shoeless Joe» Jackson (Joe le déchaussé)(1889-1951), joueur de grande ligue de baseball avec la troisième plus grande moyenne à la batte de sa carrière.
- Josh White (11 février 1914 - 5 septembre 1969), chanteur et guitariste de musique folk, blues, et gospel.
- Charles H. Townes (1915-2015), physicien et lauréat du prix Nobel de physique pour la création du laser.
- Jesse Jackson (1941-), deux-fois candidat présidentiel, militant pour les droits civiques, et prêtre baptiste.
- Jesse Jackson, Jr. (1965-), politicien américain et fils de Jesse Jackson.
- Dorothy Allison (1949-2024), auteure de Bastard Out Of Carolina (Bâtard des Carolines).
- Aaron Tippin (1958-), célébrité de la musique country
- George Hincapie (1973-), cycliste professionnel
- Kevin Garnett (1976-), joueur de basket professionnel
- Marcus King (1996-), chanteur et guitariste de blues rock
- Browning Bryant, auteur-compositeur-interprète
- Peabo Bryson, chanteur
- Thomas Quinton Donaldson, général de brigade de la Première Guerre mondiale
- John O. Donaldson (fils de Thomas), as du pilotage de la Première Guerre mondiale et vainqueur de la coupe MacKay en aviation; la base aérienne Donaldson Air Force Base à Greenville est nommée d'après lui
- Rudolph Anderson, le seul mort de la crise des missiles de Cuba
- Jason Keller and Butch Lindley, coureur automobile de NASCAR
- Edwin McCain, auteur-compositeur-interprète de pop/rock
- Le groupe de Death Metal Nile, est originaire de cette ville
- Bo Hopkins (1938-2022), acteur américain.
- Jay Jackson (1987-), lanceur, ligues majeures de baseball.
- MrBeast, James Stephen "Jimmy" Donaldson (1998-), YouTubeur, influenceur, et businessman.

## Villes jumelées
- Bergame (Italie)
- Courtrai (Belgique)
- Tianjin (Chine)